# Liste der Monuments historiques in Villiers-le-Sec (Val-d’Oise)
Die Liste der Monuments historiques in Villiers-le-Sec (Val-d’Oise) führt die Monuments historiques in der französischen Gemeinde Villiers-le-Sec auf.

## Liste der Bauwerke
| Bezeichnung             | Beschreibung | Standort | Kennzeichnung | Schutzstatus | Datum | Bild           |
| ----------------------- | ------------ | -------- | ------------- | ------------ | ----- | -------------- |
| Kirche St-Thomas-Becket |              | (Lage)   | PA00080238    | Inscrit      | 1970  | weitere Bilder |

## Liste der Objekte
- Monuments historiques (Objekte) in Villiers-le-Sec (Val-d’Oise) in der Base Palissy des französischen Kultusministeriums